# Lenfilm
A Lenfilm (oroszul: Ленфи́льм) Oroszország második legnagyobb filmstúdiója, Szentpéterváron működik. A Szovjetunió fennállása alatt több mint 1500 játékfilmet készítettek itt.
Területe a 20. század elején a Georgij Alekszandrov kereskedő tulajdonában lévő Akvárium kerthez tartozott, aki ott éttermet és színházat is tartott fenn. Színpadán sok híresség mellett Fjodor Saljapin is fellépett, itt mutatták be többek között Csajkovszkij A diótörő című balettjét is. 
A filmstúdiót 1918-ban alapították, nevét sokszor változtatták, végül 1934-ben kapta mai nevét. A második világháború idején Kazahsztán fővárosába, Alma-Atába evakuálták (1942) és ott az egyesített szovjet filmstúdiók részeként működött, 1944-ben költözhetett vissza korábbi helyére.
Sok híres Lenfilm-alkotást forgattak az  egykori Akvárium Színházban, a 4. sz. műterem falai között. Filmjeinek felvételén több világhírű filmsztár fordult meg itt, többek között Elizabeth Taylor, Jane Fonda, Ava Gardner.
A Szovjetunió felbomlása után a filmstúdiót formailag privatizálták, filmgyártó társasággá alakították. A város neve időközben Leningrádról Szentpétervárra változott, de a Lenfilm neve változatlan maradt.